# 彼得罗·比安基 (体操运动员)
彼得罗·比安基（義大利語：Pietro Bianchi，1883年3月5日—1965年7月1日），生于米兰，意大利男子体操运动员。他曾获得1912年夏季奥运会男子团体全能金牌和1920年夏季奥运会男子团体全能金牌。